# Gruffydd ap Llywelyn
Gruffydd ap Llywelyn (* um 1000; † 5. August 1063) war von 1055 bis zu seinem Tod Herrscher von ganz Wales und damit einer der wenigen Waliser, denen dies gelang. Er gehörte einer Kadettenlinie des Fürstenhauses Mathrafal von Powys an und war ein Ururenkel von Howell dem Guten.

## Abstammung und frühes Leben
Gruffydd war der einzige Sohn von Llywelyn ap Seisyll, welcher Gwynedd und Powys in seinen Besitz bringen konnte. Nach Llywelyns Tod im Jahre 1023 wurde ein Mitglied des traditionellen Herrscherhauses von Aberffraw, Iago ab Idwal ap Meurig, Herrscher von Gwynedd. Gruffydd war der Überlieferung zufolge ein recht fauler Heranwachsender, aber eines Neujahrsabends wurde er von seiner aufgebrachten Schwester aus dem Haus gescheucht. An eine Hauswand gelehnt, hörte er einen Koch, der Rindfleischstücke in einem Kessel kochte, wie er sich darüber beschwerte, dass ein Fleischstück immer wieder auftauchte, sooft er es auch nach unten stieß. Gruffydd verstand die Bemerkung auf sich bezogen und machte sich daran, Macht zu erlangen.

## König von Gwynedd und Powys 1039–1055
Im Jahre 1039 wurde Iago ab Idwal von seinen eigenen Männern getötet (sein Sohn Cynan ap Iago ging nach Dublin ins Exil) und Gruffydd, bereits Usurpator von Powys, gelang es, König von Gwynedd zu werden. Bald nach seinem Machtübergriff überraschte er eine Armee aus Mercia bei Rhyd y Groes nahe Welshpool, schlug sie vernichtend und tötete ihren Anführer Edwin, den Bruder des Grafen Leofric von Mercia. Dann griff er das benachbarte Fürstentum Deheubarth an, das zu dieser Zeit von Hywel ab Edwin regiert wurde. Gruffydd besiegte Hywel in einer Schlacht bei Pencader im Jahre 1041 und verschleppte dessen Frau. Gruffydd scheint es gelungen zu sein, Hywel um das Jahr 1043 herum aus Deheubarth zu verjagen, denn einigen Quellen zufolge kehrte Hywel 1044 mit einer dänischen Flotte zurück an die Mündung des Flusses Tywi, um sein Königreich zurückzufordern. Gruffydd besiegte ihn jedoch und tötete ihn.
Gruffydd ap Rhydderch von Gwent konnte Gruffydd ap Llywelyn im Jahre 1047 aus Deheubarth vertreiben und wurde selbst König von Deheubarth, nachdem der Adel von Ystrad Tywi plötzlich 140 Wachmänner Gruffydd ap Llywelyns angegriffen und getötet hatte. In den folgenden Jahren hielt er mehreren Angriffen Gruffydd ap Llywelyns stand. Gruffydd ap Llywelyn war im Jahre 1052 an der walisischen Grenze tätig, als er Hereford angriff und ein gemischtes Heer aus Normannen und Angelsachsen nahe Leominster zurückschlug.

## König von Wales 1055–1063
Im Jahre 1055 tötete Gruffydd ap Llywelyn seinen Rivalen Gruffydd ap Rhydderch im Kampf und erhielt so Deheubarth zurück. Er verbündete sich daraufhin mit Ælfgar, dem Sohn des Grafen Leofric von Mercia, der von Harold Godwinson und dessen Brüdern der Grafenwürde  von East Anglia beraubt worden war. Sie marschierten nach Hereford, wo sie auf ein Heer unter der Führung des Grafen von Hereford, Ralph des Furchtsamen, trafen. Dieses Heer war beritten und nach normannischer Art bewaffnet, aber am 24. Oktober besiegte Gruffydd es. Dann brachte er die Stadt in seine Gewalt und zerstörte ihre Burg. Graf Harold wurde mit einem Gegenangriff beauftragt, er stieß jedoch nicht sehr weit vor. Kurz darauf wurde Ælfgar seine Grafschaft zurückgegeben und ein Friedensvertrag folgte. Gruffydd heiratete Ælfgars Tochter Ealdgyth.
Um diese Zeit herum brachte Gruffydd Morgannwg und Gwent unter seine Herrschaft, zusammen mit großen Gebieten entlang der englischen Grenze. 1056 gelang ihm ein weiterer Sieg über ein englisches Heer bei Glasbury. Er bezeichnete sich nun als Herrscher über ganz Wales und wurde von den Engländern auch als solcher anerkannt.

## Tod und Nachwirken
Gruffydd erreichte eine Übereinkunft mit Edward dem Bekenner, aber der Tod seines Verbündeten Ælfgar im Jahre 1062 machte ihn verletzlicher. Ende desselben Jahres erhielt Harold Godwinson die Erlaubnis des Königs für einen Überraschungsangriff auf Gruffydds Hof in Rhuddlan. Gruffydd wurde beinahe gefangen, konnte jedoch nach einer Warnung in einem seiner Schiffe zu See flüchten, wenngleich seine anderen Schiffe zerstört wurden. Im Frühjahr 1063 führte Harolds Bruder Tostig eine Armee nach Nordwales, während Harold eine Flotte nach Südwales führte, um dann im Norden mit der Armee seines Bruders zusammenzutreffen. Gruffydd war gezwungen, in Snowdonia Zuflucht zu suchen, wurde aber dort von seinen eigenen Männern getötet (der Chronik Brut y Tywysogion zufolge am 5. August). Seinen Kopf sandte man zusammen mit der Galionsfigur seines Schiffes an Harold. Gruffydd hatte sich wahrscheinlich im Laufe seiner Bestrebungen, Wales unter seiner Herrschaft zu einen, zahlreiche Feinde gemacht. Walter Map hat eine Bemerkung Gruffydds dazu überliefert:
Speak not of killing; I but blunt the horns of the offspring of Wales lest they should injure their dam.
Sprich nicht von Töten; ich trimme lediglich die Hörner der Kinder Wales', damit sie ihrer Mutter nicht schaden.
Nach Gruffydds Tod heiratete Harold dessen Frau Ealdgyth, doch sie wurde bekanntlich drei Jahre später erneut zur Witwe. Gruffydds Reich wurde wieder in die angestammten Königreiche aufgeteilt. Bleddyn ap Cynfyn und sein Bruder Rhiwallon ap Cynfyn kamen zu einer Einigung mit Harold und bekamen die Herrschaft über Gwynedd und Powys zugesprochen. So trafen die Normannen, als sie nach dem Sieg über Harold in der Schlacht von Hastings nach Wales vorstießen, dort auf die vielen alten Königreiche statt auf einen einzelnen König. Gruffydd hinterließ zwei Söhne, die im Jahre 1070 Bleddyn und Rhiwallon in der Schlacht von Mechain herausforderten, um einen Teil des Königreiches ihres Vaters zurückzugewinnen. Sie wurden jedoch besiegt; einer fiel in der Schlacht, der andere erfror kurz danach.

## Kinder
- Maredudd ap Gruffydd († 1070)
- Idwal ap Gruffydd († 1070)
- Nesta ferch Gruffydd, heiratete Osbern FitzRichard